# 细裂羽节蕨
细裂羽节蕨（学名：Gymnocarpium remote-pinnatum）又名台湾羽节蕨，为蹄盖蕨科羽节蕨属下的一个植物物种。分布于台湾山地地区和云南西北部，海拔2500-3400米。模式标本产自台湾。